# مقاطعة تالابوسا (ألاباما)
مقاطعة تالابوسا (بالإنجليزية: Tallapoosa County, Alabama)‏ هي إحدى مقاطعات ولاية ألاباما في الولايات المتحدة. تأسست سنة 1832، بلغ عدد سكانها 41616 نسمة في عام 2010 حسب إحصاء مكتب تعداد الولايات المتحدة وتصل الكثافة السكانية فيها 22.3 نسمة/كم2.

## وصلات خارجية
- http://www.tallaco.com/